# Прапор Шишацького району
Пра́пор Шиша́цького райо́ну — офіційний символ Шишацького району Полтавської області, затверджений 20 липня 1999 року рішенням VIII сесії Шишацької районної ради 23 скликання.

## Опис
Прапор являє собою прямокутне полотнище зі співвідношенням сторін 2:3, яке складається з чотирьох рівних горизонтальних смуг: жовтої, малинової, зеленої та синьої. У верхньому куті, на жовтій смузі, на відстані від древка, рівній ширині цієї смуги, розміщено герб району, висотою ⅔ ширини поля на однаковій відстані від його країв.

## Символіка
Жовтий колір символізує світло, добробут, щедре хлібне поле; малиновий — могутність духу і єдність славного козацького минулого, сучасного та майбутнього Шишаччини; зелений — багатство лісових угідь, краса і родючість Шишацької землі; блакитний — чисте небо, чисті води річок Псел, Говтва, Грунь-Ташань та численних ставків.